# Cristian Pulhac
Cristian Corneliu Pulhac (ur. 17 sierpnia 1984 w Jassach) – rumuński piłkarz występujący na pozycji obrońcy. W swojej karierze reprezentował także barwy rumuńskich Dinama Bukareszt, Poiany Câmpina i Sportul Studențesc, hiszpańskiego Hérculesa,  azerskiego Qəbələ, polskiej Zawiszy Bydgoszcz, Petrolulu Ploeszti, cypryjskiego Arisu Limassol i Academiki Clinceni. Były reprezentant Rumunii.

## Sukcesy

### Dinamo Bukareszt
- Mistrzostwo Rumunii (2): 2001/02, 2006/07
- Puchar Rumunii (2): 2004/05, 2011/12
- Superpuchar Rumunii (2): 2005, 2012